# 芸能界鉄道研究会 鉄研
芸能界鉄道研究会 鉄研（げいのうかいてつどうけんきゅうかい てつけん）は、2009年3月29日に中京テレビで放送され、同年12月4日から2010年1月29日まで金☆パラ枠で全8回放送された鉄道バラエティ番組。

## 出演者
- 中川家（剛・礼二）番組MC - 剛は鉄道にほとんど興味が無く、ほとんど会話についていけず。礼二の妻の実家は知多市。
- 南田裕介
- 木村裕子 - 地元名古屋市出身。元JR東海の車内販売員
- 立川真司（特別番組のみ出演）
- タックイン・三根孝彦

## ナレーター
- つボイノリオ（特別番組のみ出演）
- 尾原秀三（中京テレビアナウンサー）

## レギュラー放送
2009年3月29日に特別番組として放送された鉄研が同年12月4日より1月29日までの全8回のレギュラー放送を開始。
出演者は立川真司が抜け、ナレーターが中京テレビアナウンサーに変更されている。

### 放送リスト
| 放送回 | 放送日         | テーマ                  | 内容 |
| ------ | -------------- | ----------------------- | --- |
| 第01回 | 2009年12月04日 | 方向幕を見に行こう!     | 前半は名鉄資料館から借りた名鉄7000系の方向幕に触れて楽しむ、 後半は近鉄の検車区へ行き実物のビスタEXの方向幕を操作する。                                  |
| 第02回 | 2009年12月18日 | でる電スポットへ行こう! | 名鉄名古屋本線、名鉄瀬戸線、地下鉄東山線のトンネルから出てくる『でる電』を検証する。                                                                     |
| 第03回 | 2009年12月25日 | 鉄音                    | 前半はチャイム音など鉄道にまつわる『音』について検証する、 後半はJR名古屋駅へ行きキハ85系に乗りディーゼル音を楽しむ。                                    |
| 第04回 | 2010年01月01日 | 徹底討論!2010年の鉄道界 | 前半は名鉄1000系（パノラマSUPER）に乗車し新鵜沼～神宮前まで最前列のパノラマ席で満喫する、 後半は来春開館予定の｢JR東海博物館｣についてJR東海本社を訪ねる。 |
| 第05回 | 2010年01月08日 | 鉄音モノマネコンテスト  | 鉄メロ制作プロジェクトと題して各人自慢の鉄道モノマネを披露。                                                                                             |
| 第06回 | 2010年01月15日 | 名工大鉄研に潜入!!      | 名工大鉄研を訪ね、部室にある自慢のお宝コレクションの紹介と夏合宿での｢こだわり｣を紹介。                                                                   |
| 第07回 | 2010年01月22日 | ついに貨物!             | 名古屋臨海鉄道に潜入し、車庫で機関車に触れたり名古屋臨海鉄道の名所｢平面クロス｣を訪ねる。                                                                 |
| 第08回 | 2010年01月29日 | 鉄道写真"俺の1枚"       | 名古屋の大学の鉄道研究会メンバーを中心に撮り鉄を集め、西軍・東軍に分かれとっておきの1枚を披露した。                                                      |

### 放送局
| 放送地域   | 放送局       | 放送期間                      | 放送日時 | 系列           | 備考                                                   |
| ---------- | ------------ | ----------------------------- | --- | -------------- | ------------------------------------------------------ |
| 中京広域圏 | 中京テレビ   | 2009年12月4日 - 2010年1月29日 | 金曜 24時30分 - 24時59分                                                                                        | 日本テレビ系列 | 制作局                                                 |
| 千葉県     | チバテレ     | 2010年2月16日 - 2010年3月30日 | 火曜 20時00分 - 20時30分                                                                                        | 独立UHF局      | ただし第4回は放送せず                                  |
| 栃木県     | とちぎテレビ | 2010年2月19日 -               | 金曜 22時30分 - 23時00分                                                                                        | 独立UHF局      |                                                        |
| 和歌山県   | テレビ和歌山 | 2010年3月5日 -                | 金曜 22時00分 - 22時30分                                                                                        | 独立UHF局      |                                                        |
| 京都府     | KBS京都      | 2010年4月4日 -                | 日曜 22時30分 - 23時00分、 水曜 25時00分 - 25時30分、 木曜 23時30分 - 24時00分、25時00分 - 25時30分、 等 不定期 | 独立UHF局      | ただし第４回は放送せず                                 |
| 埼玉県     | テレ玉       | 2010年4月23日 - 2010年9月3日  | 金曜 21時00分 - 21時30分                                                                                        | 独立UHF局      | 第4回は放送せず 6月から8月にかけて、野球中継で長期中断 |
| 兵庫県     | サンテレビ   | 2010年8月7日 - 2010年9月25日  | 土曜 20時54分 - 21時24分                                                                                        | 独立UHF局      | ただし第4回は放送せず 8月14日は野球中継により休止      |

## 特別番組
「芸能界鉄道研究会 鉄研 第1回オフ会 〜鉄は熱いうちに打て編〜」
- 制作：中京テレビ
- 放送日：2009年3月29日 10:25 - 11:25 (JST)
  - 再放送：2009年5月3日 25:16 - 26:41 (JST) ※ 最強版として85分バージョンを放送
- ロケ日時・場所：2009年3月18日、名古屋市中村区にあるJR東海名古屋車両区を見渡せる向野（こめの）橋上

東海地方の鉄道、近鉄・名鉄・JR東海の「すごいところ」を、中川家の剛以外の鉄道ファンが熱く語る。
屋外ロケでありながら、地元大学（名古屋大学・名古屋工業大学・名城大学）の鉄道研究会員や鉄道ファンらがギャラリーとして観覧・参加し、時にはゲストの情報を補強する更にマニアックな情報を副音声のように提供した。

### 近鉄編
- 第1位：線路は標準軌を使用（日本のほとんどの鉄道が狭軌を使用）
  - 特殊狭軌を使用する近鉄内部・八王子線や三岐鉄道北勢線をVTRで紹介
- 第2位：私鉄の中で路線営業距離が一番長い（総路線距離：508.2 km、駅数：294）
- 第3位：日本初の二階建て列車・ビスタカー

#### 番外編
三重県の魚介類を運ぶ行商専用の鮮魚列車が存在する。

### 名鉄編
- 第1位：通過型ターミナル駅・名鉄名古屋駅のミラクル
- 第2位：名古屋で唯一複々線がある（金山駅 - 神宮前駅間）
- 第3位：日本初の展望列車パノラマカー

### JR東海編
- 第1位：名古屋駅のきしめんは激ウマ!
- 第2位：「のぞみさん」と「ひかりさん」の双子の女子社員がいる
- 第3位：東海道新幹線がある

#### 番外編
失恋した時に行きたい無人駅ランキング
- 第1位：紀勢本線・大曽根浦駅（BGM：槙原敬之 「もう恋なんてしない」）
- 第2位：飯田線・野田城駅（BGM：竹内まりや 「元気を出して」）
- 第3位：中央本線・定光寺駅（BGM：スピッツ 「空も飛べるはず」）
- 第4位：東海道本線・美濃赤坂駅（BGM：プリンセス・プリンセス 「M」）
- 第5位：紀勢本線・波田須駅（BGM：HY 「NAO」）

## 芸能界鉄道研究会 鉄研 2018
チュウキョ〜くんの鉄道フェスタ2018の開催に伴い、イベント開催前夜 (2018年2月3日、24:55 - 25:55 (JST)) に放送された。また、中京テレビの無料動画配信サービス「Chuun」でも期間限定で放送されていた。
出演者は中川家、南田裕介、タックイン・三根孝彦のほか、フリーアナウンサーの久野知美が参加。

### 内容
- 電車DEカラオケ選手権
- 俺の一枚2018
- 近鉄米野車庫に潜入
- 幻の地下鉄路線

## DVD
- 芸能界鉄道研究会 鉄研 完全版 （2009年10月14日、よしもとアール・アンド・シー）

セル版には特典映像として番組内で紹介されたスポットを三根・木村・南田の3人が潜入する45分の特典映像を収録、レンタル版未収録。
- 芸能界鉄道研究会 鉄研 濃縮版（2010年8月18日、よしもとアール・アンド・シー）

2009年12月から2010年1月まで全8回放送された番組を再編集した濃縮版。